# Alauca
Alauca är en kommun i Honduras.   Den ligger i departementet El Paraíso, i den södra delen av landet, 60 km öster om huvudstaden Tegucigalpa. Antalet invånare är 7 880.